# Tutta mia la città (Giuliano Palma & the Bluebeaters)
Tutta mia la città è un singolo pubblicato da Giuliano Palma & the Bluebeaters, che ha anticipato l'uscita del loro album Boogaloo.

## Il singolo
Il gruppo riprende l'omonima nota canzone degli anni sessanta degli Equipe 84, Tutta mia la città, con cui la formazione modenese partecipò al Cantagiro 1969, a sua volta cover di Blackberry Way, registrato dai The Move nel dicembre 1968 e pubblicato l'anno successivo.
Il singolo giunse alla settima posizione della Music Control e contribuì a spingere l'intero album alla nona posizione della classifica FIMI.